# Todd Gogulski
Todd Gogulski (* 11. Mai 1962 in Santa Fe) ist ein ehemaliger US-amerikanischer Radrennfahrer.

## Sportliche Laufbahn
An der Internationalen Friedensfahrt nahm er 1987 teil, als die USA zum zweiten Mal  bei der Rundfahrt mit einer Nationalmannschaft an den Start gingen. Er beendete die Tour als 45. des Gesamtklassements. Zweimal (1983 und 1987) gewann er das Bob Cooke Memorial. 1988 siegte er im Etappenrennen Cascade Classic vor Nate Reiss.
Von 1989 bis 1992 war er als Berufsfahrer aktiv. Seinen ersten Vertrag erhielt er im belgischen Radsportteam ADR, in dem sein Landsmann Greg Lemond Kapitän war. Er blieb bis 1992 als Profi aktiv.